# Estonian International 2024
Die Estonian International 2024 im Badminton fanden vom 11. bis 14. Januar 2024 in der Kalev Sports Hall in Tallinn statt.

## Sieger und Platzierte
| Disziplin    | Gold                                  | Silber                               | Bronze                             |
| ------------ | ------------------------------------- | ------------------------------------ | ---------------------------------- |
| Herreneinzel | Joakim Oldorff                        | Danylo Bosniuk                       | Fabian Roth                        |
| Herreneinzel | Joakim Oldorff                        | Danylo Bosniuk                       | Enogat Roy                         |
| Dameneinzel  | Rosy Oktavia Pancasari                | Devika Sihag                         | Irina Amalie Andersen              |
| Dameneinzel  | Rosy Oktavia Pancasari                | Devika Sihag                         | Ágnes Kőrösi                       |
| Herrendoppel | Loh Kean Hean Nicholas Low Sheng Yan  | Ivan Rusev Iliyan Stoynov            | Jones Ralfy Jansen Kenneth Neumann |
| Herrendoppel | Loh Kean Hean Nicholas Low Sheng Yan  | Ivan Rusev Iliyan Stoynov            | Nicolas A. Müller Minh Quang Pham  |
| Damendoppel  | Bengisu Erçetin Nazlıcan Inci         | Chloe Birch Estelle van Leeuwen      | Julia Meyer Leona Michalski        |
| Damendoppel  | Bengisu Erçetin Nazlıcan Inci         | Chloe Birch Estelle van Leeuwen      | Moa Sjöö Tilda Sjöö                |
| Mixed        | Jones Ralfy Jansen Thuc Phuong Nguyen | Ludwig Axelsson Jessica Silvennoinen | Tom Lalot Trescarte Elsa Jacob     |
| Mixed        | Jones Ralfy Jansen Thuc Phuong Nguyen | Ludwig Axelsson Jessica Silvennoinen | Patrick Scheiel Franziska Volkmann |